# ORANGENOISE SHORTCUT
ORANGENOISE SHORTCUT(オレンジノイズ ショートカット)은 일본의 인디 밴드이다. 스기모토 기요타카(杉本清隆)가 코나미 재직 시절 코나미의 음악 게임인 팝픈뮤직에 수록한 <<Homesick Pt. 2&3>>의 명의로 orangenoise shortcut을 사용한 것이 그 시초이다. 스기모토가 코나미를 퇴사한 2002년, 솔로 유닛으로 라이브 활동을 시작해 2004년에 첫 번째 앨범을 발매하여 데뷔한다. 2005년에 라이브의 서포트 멤버였던 스기타 후지타카(杉田藤孝)를 정식 멤버로 영입하였다.
2008년 1월의 라이브를 마지막으로 밴드 활동을 그만두었다.

## 멤버
- 스기모토 기요타카 (杉本清隆) - 보컬, 키보드, 드럼, 퍼커션
- 스기타 후지타카(杉田藤孝) - 베이스

## 레코드 목록

### 싱글
1. Number 5 (2004년 1월 7일 발매)
2. orangenoise shortcut / The Aprils (2005년 1월 12일 발매)

### 앨범
1. POP QUIZ CIDER (2004년 1월 23일 발매)
2. Romantic Sky High (2004년 7월 7일 발매)
3. Landscape (2005년 2월 9일 발매)
4. Bubblelights (2006년 3월 22일 발매)
5. Hallelujah (2007년 12월 24일 발매) - 베스트 앨범으로 모든 물량을 메일을 통한 주문자 한정 생산하였다.

## 같이 보기
- 팝픈뮤직
- 비마니